# Долгая Ночь (Игра престолов)
«Долгая Ночь» (англ. The Long Night) — третий эпизод восьмого сезона фэнтезийного сериала канала HBO «Игра престолов», и 70-й во всём сериале. Сценарий к эпизоду написали Дэвид Бениофф и Д. Б. Уайсс, а режиссёром стал Мигель Сапочник. Премьера эпизода состоялась 28 апреля 2019 года. Это самый долгий эпизод во всём сериале, с общей продолжительностью 82 минуты.
Действие «Долгой Ночи» полностью разворачивается в Винтерфелле и в эпизоде показывают битву между Армией мёртвых и объединёнными армиями живых. Он знаменует собой кульминацию конфликта между живыми и мёртвыми, одной из основных сюжетных линий сериала. Название эпизода ссылается к продолжительной зиме, которая произошла несколько тысяч лет назад, когда Белые Ходоки впервые появились в Вестеросе.
Эпизод получил смешанные отзывы. Лучшими моментами эпизода критики посчитали визуальную грандиозность и масштаб битвы, а также личную сюжетную линию Арьи Старк. Однако многие критики и фанаты сериала раскритиковали разрешение битвы, резкое завершение сюжетной линии Белых Ходоков, тактику битвы и тёмное освещение. Эпизод получил девять номинаций на премию «Эмми», включая за лучшую режиссуру драматического сериала, лучшую музыку в сериале для Рамина Джавади и лучшую приглашённую актрису в драматическом сериале для Карис ван Хаутен за своё последнее выступление в роли Мелисандры. Позже Альфи Аллен и Мэйси Уильямс выбрали этот эпизод для поддержания своих номинаций в категориях лучшая мужская роль второго плана в драматическом сериале и лучшую женскую роль второго плана в драматическом сериале, соответственно.

## Сюжет
С наступлением ночи в Винтерфелле объединённые войска живых, состоящие из дотракийцев, возглавляемых Джорахом Мормонтом (Иэн Глен), Безупречных, возглавляемых Серым Червём (Джейкоб Андерсон), рыцарей Долины под командованием Бриенны Тарт (Гвендолин Кристи) и Джейме Ланнистера (Николай Костер-Вальдау), и войск Севера, среди которых Братство без Знамён и Ночной Дозор, готовятся к битве с наступающей Армией мёртвых. Бран Старк (Айзек Хэмпстед-Райт) отправлен в Богорощу, чтобы заманить туда Короля Ночи, который придёт за ним. Он находится под защитой Железнорождённых, возглавляемых Теоном Грейджоем (Альфи Аллен). Дейенерис Таргариен (Эмилия Кларк) и Джон Сноу (Кит Харингтон), верхом на драконах Дрогоне и Рейегале, летят на окраину поля боя, чтобы дождаться возможности устроить засаду Королю Ночи. Перед началом битвы прибывает Мелисандра (Карис Ван Хаутен) и с помощью заклинания зажигает мечи-аракхи орды дотракийцев.
Начинается битва, и первыми в бой скачут дотракийцы, но их быстро уничтожают в темноте. Джорах и немногочисленные уцелевшие отступают к Безупречным, которые формируют построение фалангой, однако порыв снежной бури помогает войску мертвецов и они быстро сокрушают силы живых. Эддисон Толлетт (Бен Кромптон), оставшийся командир Ночного Дозора, гибнет, спасая Сэма (Джон Брэдли). Прилетают драконы и сжигают наступающих упырей, в то время как живые начинают отступать в замок, защищённый оставшимися Безупречными. В Богороще Бран входит в состояние варга, контролируя стаю воронов, чтобы следовать за Королём Ночи, который останавливает вмешательство Джона и Дейенерис, сидя на оживлённом Визерионе. Но из-за ночного мороза ни защитникам замка, ни Дейенерис, преследуемой Королём Ночи, не удаётся зажечь оборонительную траншею, чтобы задержать мертвецов. Тогда Безупречные прикрывают Мелисандру, пока она пытается это сделать с помощью заклинания. Пылающая траншея даёт лишь временный эффект: повинуясь Королю Ночи, одни из мертвецов кидаются в огонь, создавая для других своеобразный «мост». Пройдя это препятствие, упыри лезут на стены, цепляясь друг за друга, и нападают на отступающих защитников, которые быстро разбегаются по всей крепости. Король Ночи при помощи ледяного огня Визериона прорывается через северные ворота, тем временем через другие входит великан-упырь и атакует отряд Мормонтов. Он легко хватает бесстрашно бросившуюся на него Лианну Мормонт (Белла Рамзи), раздавив ей грудную клетку, но та, задыхаясь, успевает смертельно ранить его ударом в глаз, после чего гибнет.
Защищая северную стену и убивая упырей, Арья Старк (Мэйси Уильямс) получает ранение и отступает внутрь замка. За ней следуют Пёс (Рори Макканн) и Берик Дондаррион (Ричард Дормер). Берик жертвует собой, чтобы дать Арье и Псу шанс сбежать. Они находят Мелисандру, которая напоминает Арье о пророчестве, что она навсегда закроет много глаз, при этом подчёркивая «голубые глаза». Затем Арья уходит от них.
В небе над замком Джон верхом на Рейгале атакует Короля Ночи, и когда последний сопротивляется, на него нападает Дейенерис, которая сбрасывает его с дракона и пытается сжечь. Но Король Ночи оказывается невосприимчив к драконьему пламени, и в ответ метает копьё в Дейенерис, которая едва успевает улететь. Приземлившийся Джон бежит навстречу Королю Ночи, чтобы сразиться с ним, но тот внезапно воскрешает всех умерших, как на поле боя, так и в крепости, включая погребённых в склепах Крипты, которые атакуют укрывшихся там людей, включая Сансу Старк (Софи Тёрнер), Тириона Ланнистера (Питер Динклэйдж), Вариса (Конлет Хилл), Миссандею (Натали Эммануэль) и Лилли (Ханна Мюррей).
Дейенерис возвращается на драконе и приземляется, чтобы сжечь упырей, окружающих Джона, после чего последний бежит за Королём Ночи в Богорощу. Нежить-Визерион загоняет Джона в угол, в то время как группа упырей начинает взбираться на Дрогона. Стряхнув с себя мертвецов, Дрогон улетает, заставив перед этим слезть с него Дейенерис. Оказавшись в окружении мертвецов, Мать Драконов в отчаянии, но на помощь ей приходит сир Джорах, защитивший её ценой собственной жизни.
Король Ночи входит в Богорощу, встречая на своём пути яростно отбивающегося от упырей Теона. Готовый к смерти Бран благодарит Теона и говорит ему, что он «хороший человек». Теон самоотверженно идёт в атаку на Короля Ночи, но тот обезоруживает его и убивает его же собственным копьём. Когда надежда у выживших в битве угасает, а Король Ночи готовится убить Брана, внезапно из засады на него нападает Арья. Ему удаётся поймать её, схватив за горло и левую руку, но она перебрасывает в правую свой сделанный из валирийской стали кинжал и ловко вонзает его в грудь противника, найдя незащищённое место между пластинами его лат. Король Ночи тут же рассыпается на мелкие осколки льда. Вслед за ним та же участь постигает и Белых Ходоков, и контролируемых ими упырей, которые становятся просто кучей мёртвых тел.
Когда солнце начинает подниматься над горизонтом, Давос Сиворт (Лиам Каннингем) наблюдает за тем, как Мелисандра, которая успешно выполнила своё предназначение, покидает замок и уходит в снежную даль. Там она снимает своё ожерелье и начинает быстро стареть, после чего падает замертво.

## Производство

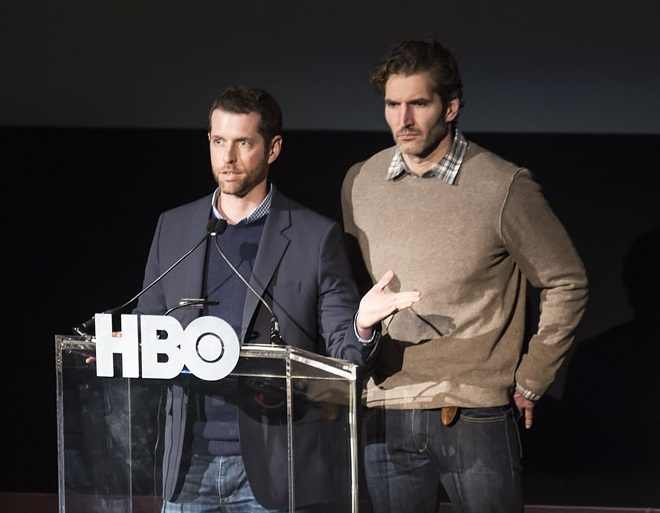
Сценарий к эпизоду написали создатели сериала Дэвид Бениофф и Д. Б. Уайсс.

### Сценарий
Сценарий был написан Дэвидом Бениоффом и Д. Б. Уайссом. Это их первый сценарий в сезоне.

### Съёмки
Режиссёром эпизода стал Мигель Сапочник. Эпизод был снят за 55 ночей в течение 11 недель, а также в суровую погоду, на съёмочных площадках в Маниглассе, Сэнтфильде и Белфасте, Северной Ирландии. Оператор Фабиан Вагнер охарактеризовал съёмки как «физически изнурительные... они говорят не работать с животными или детьми. У нас всё было в сто раз больше». Сапочник изучал осаду Хельмовой Пади в фильме «Властелин колец: Две крепости», чтобы снять батальные сцены так, чтобы «зрители не утомлялись от битвы», заявив, что «чем меньше битв в сцене, тем лучше.» Он также менял тональность от сцены к сцене, чтобы передать напряжение, ужас, экшен и драму. Он описал битву как «выживание в кошмаре», сравнимую с «Нападением на 13-й участок», который сосредоточен на группе, осаждаемой чужаками.

### Кастинг
Кантри-певец Крис Стэплтон появился в качестве упыря вместе со своим басистом и тур-менеджером. Стэплтон сказал, что его руководство связалось с шоу, спросив, можно ли будет его рассмотреть на небольшую роль в эпизоде, и продюсеры пригласили его в Белфаст, чтобы снять его сцены.

## Реакция

### Рейтинги
Эпизод посмотрели 12,02 миллионов зрителей во время оригинального показа на HBO, и ещё дополнительные 5,78 миллионов зрителей на стриминговых платформах, что в целом составляет 17,8 миллионов зрителей.

### Реакция критиков
Эпизод получил смешанные отзывы; на сайте Rotten Tomatoes эпизод получил рейтинг 74% на основе 106 отзывов, но средний рейтинг эпизода составляет 8,83/10. Консенсус сайта гласит: «Зима пришла и ушла, и Арья Старк может официально считаться самой крутой женщиной в мире, но несмотря на некоторые эпические и эмоциональные моменты, „Долгая Ночь“ оставляет желать лучшего (освещение, кто-нибудь?), выходя на финишную прямую».
Похвалы удостоились режиссура и операторская работа. Джеймс Хибберд из «Entertainment Weekly» написал: «В очередной раз режиссёр Мигель Сапочник сделал боевой эпик, которому удаётся сплести управляемые персонажами истории сквозь ясную и понятную битву... Во многих щедрых голливудских блокбастерах есть запутанный, бросающий вызов физике и совершенно скучный экшн, в то время как „Игра престолов“ продолжает делать каждый бой уникальным, убедительным и заземлённым». Неожиданная победа Арьи над Королём Ночи тоже получила похвалу. Элисон Херман из «The Ringer» написала: «То, что Арья была той, кто скрепила сделку, по крайней мере, обнадёживает... это была женщина, которая научилась овладевать смертью и, в конечном счёте, отвергать её, владея тем самым оружием, которое причинило столько горя её семье». Майлз Макнатт из «The A.V. Club» написал: «То, что фандом представлял как эпизод в шоу с большим пулом смерти, оказался эпизодом о девушке, которая потеряла всю свою юность, готовясь к этому моменту, и осознавшая, что она не была так подготовлена, как считала, пока она не приобрела уверенность — предвидение? — чтобы нанести решающий удар», позволяя «финальному моменту приземлиться, несмотря на неизбежное чувство анти-кульминации».
Однако многие раскритиковали оперирование мифологии Белых Ходоков, отсутствие катарсиса и использование тёмного производственного освещения, что посчитали беспричинным, художественно ненужным и дезориентирующим. Кэролайн Фромке из «Variety» написала: «После многих лет подчёркивания того, насколько огромной, ужасающей и всепоглощающей будет угроза разрушения от Белых Ходоков, погружение в „кто сядет на острый стул“ будет чувствоваться глупо». Зак Крам из «The Ringer» назвал это «неудовлетворительным завершением сюжетной линии, которая с самого начала содержала шоу... кажется, что эти самые главные вопросы навсегда останутся без ответов». Некоторые критики также отметили, что эпизод, казалось, завершил пророчество об Азора Ахая, при этом не разрешив его, так как они ожидали, что Азор Ахай убьёт Короля Ночи, и Арья не отвечала другим требованиям пророчества.
Завершение сюжетной линии Белых Ходоков и её значимость для окончания шоу вызвали споры среди комментаторов. Эрик Каин из «Forbes» утверждал, что это был идеальный конец для того, что было, в конечном счёте, второстепенной сюжетной линией в „Игре престолов“, написав: «Король Ночи (которого на самом деле не было в книгах) довольно таки однобокий и неинтересный. Более того, он на самом деле не то, о чём были эти истории. Джоффри более интересный злодей, чем Король Ночи. Серсея намного интереснее и привлекательнее, потому что она реальный человек с реальными мотивациями и страхами, любовью и ненавистью и всем, что между ними». В противоположность этому, Алисса Розенберг из «The Washington Post» назвала концовку «интеллектуальным разочарованием».
Спасение Арьи Бериком Дондаррионом и последующая сцена смерти были в целом хорошо восприняты. Джоли Лэш из «Collider» назвал её «эмоциональной и мужественной концовкой» и сказала, что оставив свой глаз открытым после смерти, а не закрытым, «персонаж остался интригующим». В интервью с актёром Ричардом Дормером, Джош Виглер из «Hollywood Reporter» и Ли Бликли из «The Huffington Post» отметили, что баррикада коридора (которую некоторые фанаты назвали «Берикадой») напомнила об знаковой смерти Ходора, и они оба самоотверженно страдали, пытаясь защитить всеобщее благо; Дормер согласился с этим и добавил, что это также было «подобно Христу». Джек Шеперд из «The Independent» посчитал, что смерть была «ужасной, но важной», и оценил игру Дормера на 4/5.
Райан Грауэр, доцент кафедры международных отношений, сказал «Vox», что «напряжённые отношения между хорошей военной тактикой и хорошим телевидением вступила в конфликт» в этом эпизоде. Мик Кук, ветеран войны в Афганистане, согласился с тем, что армия живых неправильно разместила свою пехоту, катапульту и траншеи, а также неэффективно использовала обороноспособность стен и лёгкую кавалерию (Дотракийцев).
Тим Гудман из «The Hollywood Reporter» назвал смешанную реакцию на эпизод демонстрацией невозможности угодить всей аудитории телешоу с размахом «Игры престолов», сравнив её с реакцией к финальным сезонам сериалов «Во все тяжкие», «Безумцы», «Клан Сопрано» и «Прослушка». Он написал: «Фанаты (телесериалов) являются комбинацией точного знания того, что они хотят от вас и истории, и незнания, чего они хотят, но готовые мгновенно осадить вас, если они ничего не поймут, и какой-то странной комбинации счастливого, но разочарованного, но также не готового обменять опыт ни на что другое [...] Утешением является то, что память (и мнение) исчезает, и вы идёте в волшебный, мифический Зал славы несмотря ни на что».

### Награды и номинации
| Год  | Награда                  | Категория                                                                | Номинант(ы) | Результат | Прим.  |
| ---- | ------------------------ | ------------------------------------------------------------------------ | --- | --------- | ------ |
| 2019 | «Эмми»                   | Лучшая режиссура драматического сериала                                  | Мигель Сапочник | Номинация | [ 32 ] |
| 2019 | «Эмми»                   | Лучший актёр второго плана в драматическом сериале                       | Альфи Аллен | Номинация | [ 32 ] |
| 2019 | «Эмми»                   | Лучшая актриса второго плана в драматическом сериале                     | Мэйси Уильямс | Номинация | [ 32 ] |
| 2019 | «Эмми»                   | Лучшая приглашённая актриса в драматическом сериале                      | Карис ван Хаутен | Номинация | [ 32 ] |
| 2019 | Творческая премия «Эмми» | Лучшие причёски в однокамерном сериале                                   | Кевин Александр, Кэндис Бэнкс, Никола Маунт и Розалия Кулора                                                                                  | Номинация | [ 32 ] |
| 2019 | Творческая премия «Эмми» | Лучший грим в однокамерном сериале (несложный)                           | Джейн Уокер, Кэй Билк, Марианна Кириаку, Никола Мэтьюс и Памела Смит                                                                          | Победа    | [ 32 ] |
| 2019 | Творческая премия «Эмми» | Лучшая музыка к сериалу                                                  | Рамин Джавади | Победа    | [ 32 ] |
| 2019 | Творческая премия «Эмми» | Лучший сложный грим в сериале, мини-сериале или драматическом программе  | Эмма Фолкс, Пол Спатери, Хлоя Мутон-Филлипс, Данкан Джарман, Пэтт Фоуд, Джон Элдерд-Туби, Барри Гауэр и Сара Гауэр                            | Номинация | [ 32 ] |
| 2019 | Творческая премия «Эмми» | Лучший монтаж в драматическом сериале с одной камерой                    | Тим Портер | Победа    | [ 32 ] |
| 2019 | Творческая премия «Эмми» | Лучший звуковой монтаж в комедийном или драматическом сериале (один час) | Тим Киммел, Тим Хэндс, Пола Фэйрфилд, Брэдли С. Катона, Пол Беркович, Джон Мэттер, Дэвид Клоц, Бретт Восс, Джеффри Уилхойт и Дилан Т. Уилхойт | Победа    | [ 32 ] |
| 2019 | Творческая премия «Эмми» | Лучший звук в комедийном или драматическом сериале (один час)            | Оннали Блэнк, Мэтью Уотерс, Саймон Керр, Дэнни Кроули и Ронан Хилл                                                                            | Победа    | [ 32 ] |